# Paul Nicole
Paul Nicole, né le 28 janvier 2000 à Dijon, est un joueur professionnel français de volley-ball. Il évolue au poste de réceptionneur-attaquant.

## Carrière
Après être passé par les équipes juniors de Dijon-Talant et Sennecey-le-Grand, il signe à l'ASUL Lyon. Parallèlement, il intègre le pôle espoir de lyon en 2014 puis le Centre national de volley-ball pour la saison 2017-2018.
En 2018, il signe en faveur du Tours VB avec qui il remporte le Championnat de France 2019 et la  Coupe de France 2019.
En 2020, il signe en faveur du Plessis-Robinson VB. Avec un temps de jeu plus important que les saisons passées, il commence à faire ses preuves en professionnel. À la fin de la saison, avec son club, il remportera la Ligue B masculine .
En 2021, il signe en faveur du LISSP Calais. Avec un rôle de titulaire et de plus grandes responsabilités, il répond présent et réalise une très bonne saison, ce qui lui permettra de nouveau de signer un contrat professionnel la saison prochaine. Il finit la saison avec son club à la deuxième place du championnat Elite.
En 2022, il signe en faveur de L'ASUL Lyon Volley-Ball où il effectuera son retour au club. Malheureusement le club fait faillite financièrement durant l'année.

## Palmarès

### Équipe nationale Jeunes Beach-Volley (U18-U20-U22)
- Championnat d’Europe U18 Beach-Volley KAZAN
  - 4e place: 2017
- Continental Cup CEV U18 PÄRNU
  -  Vainqueur: 2017
- Championnat d'Europe U20 Beach-Volley ANAPA
  -  Finaliste: 2018

### Clubs
- Championnat de France :
  -  Vainqueur:  2019

- Coupe de France :
  -  Vainqueur: 2019

- Ligue B masculine :
  -  Vainqueur : Ligue B masculine 2021
- Championnat de France Élite :
  -  Deuxième place : 2022